# Georg Rösler (Politiker, † 1537)
Georg Rösler (auch Rößler/Rössler; † um Martini 1537) war Bürgermeister von Görlitz in den Jahren 1525, 1529, 1532 und 1536. Als „energischer Vertreter der Ratspolitik“ wurde er vom Rat geschätzt, den Tuchmachern war er verfeindet. Neben Franz Schneider und dem mit Georg eng befreundeten Johannes Hass war er an der Niederschlagung des Tuchmacheraufstands zentral beteiligt. Georg Rösler sei nach Richard Jechts Worten ein mutmaßlich „wirtschaftlich ungeheuer tüchtiger Mann“, zudem ein „Hauptfeind der Reformation“ gewesen. 1508 verkaufte er das Vorwerk in der Konsulgasse an Paul Emerich, einem Neffen Georg Emmerichs, erwarb es aber 1519 zurück. 1524 kaufte er von Franz und Nickel von Bischofswerder das Gut Holtendorf und von den Brüdern Niebschitz die Holtendorfer Mühle, 1527 von Hans von Niebschitz das Holtendorfer Vorwerk, 1533 von Georg Richters Witwe Elisabeth das Gut Schlauroth.

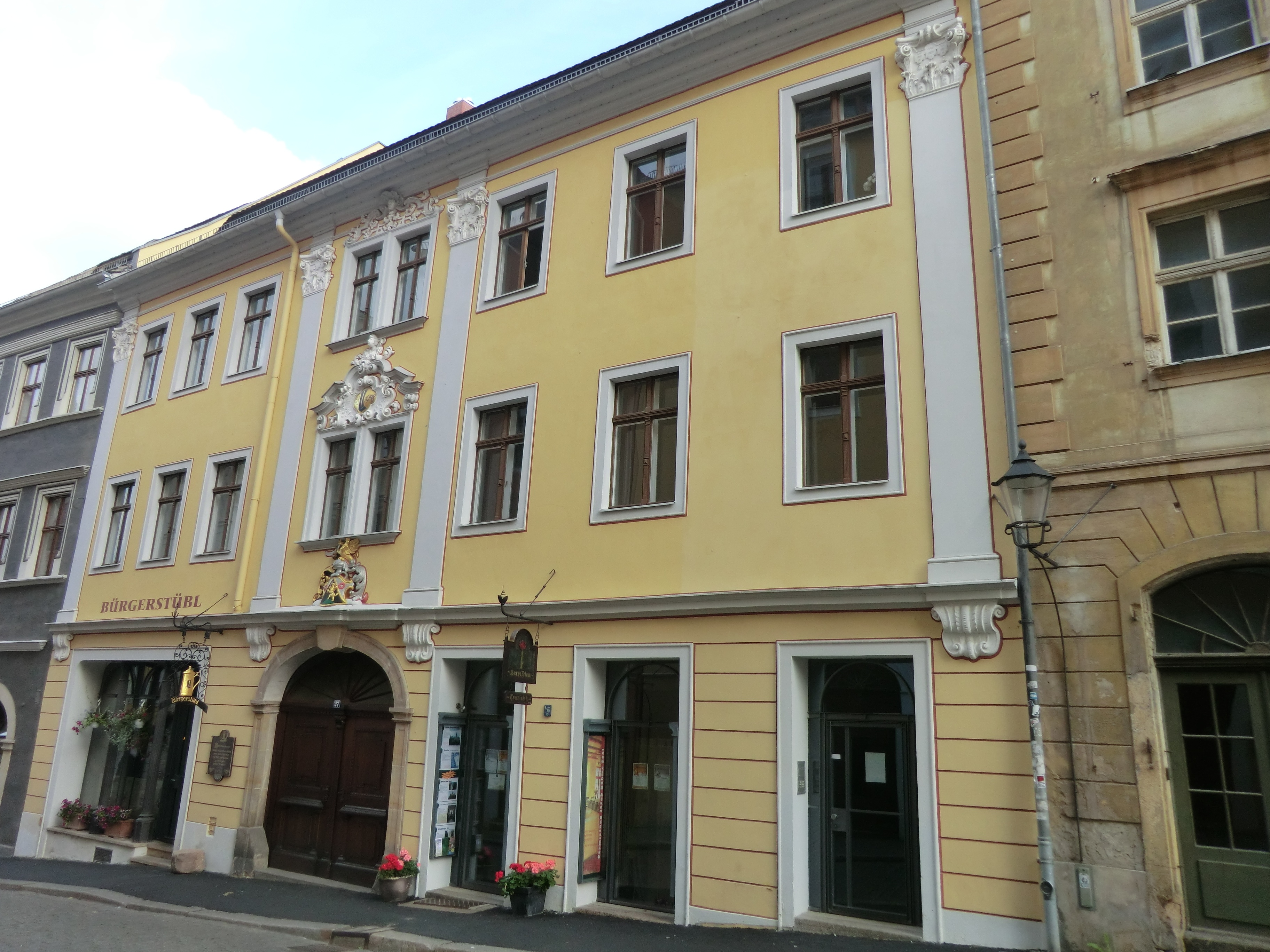
Neißstraße 27, 1727 nach Brand neu aufgebaut, mindestens seit 1926 bürgerliches Brauhaus, heute Bürgerstübl. Das zentrale Wappen ist nach Richard Jecht wahrscheinlich das Mitschingsche

1517 erwarb er an der Neißgasse (Neißstraße) 27 den ältesten Brauhof der Stadt, den im Jahr zuvor Paul Emerich besessen hatte.
Georg Rösler war Sohn des 1494/95 (Erwerb des Bürgerrechts) aus Markersdorf nach Görlitz eingewanderten Mathes Rösler. Seit 1497 besaß dieser den Brauhof Obermarkt 15 im Winkel. Mathes’ Schwestern hießen Anna (⚭ Franz Lindner) und Juliane (⚭ Kaspar Stetzel).
Georg Röslers Söhne Jakob, Matthias, Onoffrius, Bonaventura und Franz wurden am 28. April 1546 von Kaiser Karl V. in Regensburg auf den Namen von der Rosen geadelt.